# Simulium quadrifidum
Simulium quadrifidum es una especie de insecto del género Simulium, familia Simuliidae, orden Diptera.
Fue descrita científicamente por Lutz, 1917.